# Ceratomontia nasuta
Ceratomontia nasuta is een hooiwagen uit de familie Triaenonychidae.